# Delta Pyxidis
Delta Pyxidis (δ Pyxidis, förkortat Delta Pyx, δ Pyx) som är stjärnans Bayerbeteckning, är en astrometrisk dubbelstjärna  belägen i den mellersta delen av stjärnbilden Kompassen. Den har en skenbar magnitud på 4,88 och är synlig för blotta ögat där ljusföroreningar ej förekommer. Baserat på parallaxmätning inom Hipparcosuppdraget på ca 13,2 mas, beräknas den befinna sig på ett avstånd på ca 250 ljusår (ca 76 parsek) från solen. 

## Egenskaper
Den synliga komponenten av Delta Pyxidis är en blå till vit underjättestjärna av spektralklass A3 IV, som anger att den har spektrum som en stjärna av spektraltyp A som förbrukar det sista av vätet i dess kärna. Vid en ålder av cirka 296 miljoner år har den avverkat 92,5 procent av dess tid i huvudserien. Den har en massa som är ca 1,8 gånger större än solens massa, en radie som är ca 1,6 gånger större än solens och utsänder från dess fotosfär ca 59 gånger mera energi än solen vid en effektiv temperatur på ca 8 600  K.